# ولمانت (کلرادو)
ولمانت (به انگلیسی: Valmont) یک منطقهٔ مسکونی در ایالات متحده آمریکا است که در شهرستان بولدر، کلرادو واقع شده‌است. ولمانت ۰٫۹ کیلومتر مربع مساحت و ۵۹ نفر جمعیت دارد و ۱٬۵۷۸٫۸۸ متر بالاتر از سطح دریا واقع شده‌است.